# تمبوئية (بزنجان)
تمبوئیة (بالفارسية: تمبوئیه) هي قرية تقع في إيران في قسم بزنجان الريفي. يقدر عدد سكانها بـ 87 نسمة .